# Milioni na otoku (1955.)
Milioni na otoku, hrvatski dugometražni film iz 1955. godine.